# Tiro esportivo nos Jogos Pan-Americanos de 2011 - Pistola de ar 10 m feminino
A competição da pistola de ar 10 m feminino foi um dos eventos do tiro esportivo nos Jogos Pan-Americanos de 2011, em Guadalajara. Foi disputada no Polígono Pan-Americano de Tiro no dia 16 de outubro.

## Calendário
Horário local (UTC-6).
| Data          | Horário | Fase         |
| ------------- | ------- | ------------ |
| 16 de outubro | 11:45   | Qualificação |
| 16 de outubro | 15:00   | Final        |

## Medalhistas
| Ouro   | CAN Dorothy Ludwig    |
| Prata  | VEN Maribel Piñeda    |
| Bronze | USA Sandra Uptagrafft |

## Resultados

### Qualificação
| Pos. | Atiradora            | País                         | 1  | 2  | 3  | 4  | Total | Obs.  |
| ---- | -------------------- | ---------------------------- | -- | -- | -- | -- | ----- | ----- |
| 1    | Maribel Piñeda       | VEN Venezuela                | 97 | 94 | 95 | 98 | 384   | Q, PR |
| 2    | Dorothy Ludwig       | CAN Canadá                   | 96 | 92 | 95 | 97 | 380   | Q     |
| 3    | Sandra Uptagrafft    | USA Estados Unidos           | 95 | 97 | 97 | 90 | 379   | Q     |
| 4    | Adriana Rendón       | COL Colômbia                 | 96 | 96 | 89 | 93 | 374   | Q     |
| 5    | Kirenia Bello        | CUB Cuba                     | 93 | 96 | 92 | 92 | 373   | Q     |
| 6    | Alejandra Zavala     | MEX México                   | 93 | 93 | 94 | 92 | 372   | Q     |
| 7    | Jenny Bedoya         | ECU Equador                  | 96 | 93 | 95 | 88 | 372   | Q     |
| 8    | Editzy Pimentel      | VEN Venezuela                | 93 | 92 | 94 | 93 | 372   | Q     |
| 9    | Teresa Meyer         | USA Estados Unidos           | 92 | 95 | 93 | 91 | 371   |       |
| 10   | Violetta Szyszkowski | CAN Canadá                   | 91 | 91 | 94 | 95 | 371   |       |
| 11   | Mariana Nava         | MEX México                   | 93 | 94 | 91 | 90 | 368   |       |
| 12   | Lucia Menéndez       | GUA Guatemala                | 92 | 94 | 90 | 92 | 368   |       |
| 13   | Delmi Cruz           | GUA Guatemala                | 87 | 94 | 92 | 95 | 368   |       |
| 14   | Thaís Moura          | BRA Brasil                   | 88 | 90 | 95 | 95 | 368   |       |
| 15   | Amanda Mondol        | COL Colômbia                 | 95 | 91 | 92 | 90 | 368   |       |
| 16   | Rachel Silveira      | BRA Brasil                   | 92 | 93 | 92 | 91 | 368   |       |
| 17   | Laina Pérez          | CUB Cuba                     | 86 | 93 | 92 | 94 | 365   |       |
| 18   | Diana Osorio         | PER Peru                     | 91 | 90 | 93 | 90 | 364   |       |
| 19   | Diana Durango        | ECU Equador                  | 92 | 87 | 93 | 91 | 363   |       |
| 20   | Jeniffer Reyes Genao | DOM República Dominicana     | 91 | 90 | 91 | 91 | 363   |       |
| 21   | Lilian Castro        | ESA El Salvador              | 90 | 92 | 82 | 95 | 359   |       |
| 22   | María Carolina Lagos | CHI Chile                    | 88 | 90 | 87 | 93 | 358   |       |
| 23   | Karen Noguerira      | ISV Ilhas Virgens Americanas | 90 | 84 | 90 | 88 | 352   |       |
| 24   | Rosario Piña Rosado  | DOM República Dominicana     | 88 | 86 | 85 | 90 | 349   |       |
| 25   | Miriam Quintanilla   | PER Peru                     | 83 | 90 | 92 | 83 | 348   |       |
| 26   | Sandra Morales       | PAN Panamá                   | 80 | 77 | 82 | 75 | 348   |       |

### Final
| Pos.              | Atiradora             | Qualificação | 1    | 2    | 3    | 4    | 5    | 6    | 7    | 8    | 9    | 10   | Final | Total | Obs. |
| ----------------- | --------------------- | ------------ | ---- | ---- | ---- | ---- | ---- | ---- | ---- | ---- | ---- | ---- | ----- | ----- | ---- |
| Medalha de ouro   | CAN Dorothy Ludwig    | 380          | 10.1 | 9.5  | 9.4  | 10.1 | 9.7  | 9.6  | 9.8  | 8.8  | 9.4  | 10.4 | 96.8  | 476.8 |      |
| Medalha de prata  | VEN Maribel Piñeda    | 384          | 9.6  | 10.1 | 9.9  | 7.7  | 9.8  | 10.2 | 7.5  | 9.8  | 8.9  | 9.2  | 92.7  | 476.7 |      |
| Medalha de bronze | USA Sandra Uptagrafft | 379          | 9.0  | 10.1 | 9.9  | 9.3  | 9.5  | 10.5 | 9.9  | 10.6 | 8.9  | 9.6  | 97.3  | 476.3 |      |
| 4                 | COL Adriana Rendón    | 374          | 10.2 | 10.4 | 10.0 | 10.1 | 9.1  | 9.8  | 10.4 | 10.2 | 9.7  | 9.5  | 99.4  | 473.4 |      |
| 5                 | MEX Alejandra Zavala  | 372          | 9.9  | 9.6  | 9.9  | 10.3 | 9.2  | 8.8  | 9.9  | 10.6 | 10.0 | 10.4 | 98.6  | 470.6 |      |
| 6                 | CUB Kirenia Bello     | 373          | 10.5 | 9.7  | 10.4 | 9.8  | 9.6  | 9.3  | 9.4  | 9.2  | 9.4  | 9.9  | 97.2  | 470.2 |      |
| 7                 | ECU Jenny Bedoya      | 372          | 10.3 | 8.8  | 9.6  | 10.0 | 9.5  | 9.1  | 8.3  | 10.1 | 9.6  | 10.7 | 96.0  | 468.0 |      |
| 8                 | VEN Editzy Pimentel   | 372          | 9.4  | 9.8  | 9.2  | 8.8  | 10.1 | 9.9  | 8.9  | 7.5  | 10.0 | 8.0  | 91.6  | 463.6 |      |